# Lumbricillus tsimpseanis
Lumbricillus tsimpseanis är en ringmaskart som beskrevs av Kathryn Coates 1981. Lumbricillus tsimpseanis ingår i släktet Lumbricillus och familjen småringmaskar. Inga underarter finns listade i Catalogue of Life.